# Centroptilum diaphanum
Centroptilum diaphanum is een haft uit de familie Baetidae. De wetenschappelijke naam van de soort is voor het eerst geldig gepubliceerd in 1776 door Müller.
De soort komt voor in het Palearctisch gebied.